# Bittkau
Bittkau là một đô thị thuộc huyện Stendal, bang Sachsen-Anhalt, Đức. Đô thị Bittkau có diện tích 11,06 km², dân số thời điểm ngày 31 tháng 12 năm 2006 là 734 người.